# Linia kolejowa Magdeburg – Thale
Linia kolejowa Magdeburg – Thale – jednotorowa i niezelektryfikowana linia kolejowa w kraju związkowym Saksonia-Anhalt, w Niemczech. Łączy miejscowości Magdeburg z Thale w północnym Harzu.